# Campeonato Sub-20 de la OFC 1974
El Campeonato Sub-20 de la OFC 1974 se jugó en Polinesia Francesa y contó con la participación de 4 selecciones juveniles de Oceanía, aunque originalmente iban a participar 6 debido a que Fiyi abandonó el torneo por no tener fondos económicos y Taiwán no obtuvo las visas del gobierno francés para ingresar a Polinesia Francesa.
Tahití fue el primer campeón del torneo tras vencer a Nueva Zelanda.

## Participantes
| - Nueva Caledonia - Nuevas Hébridas | - Nueva Zelanda - Tahití (anfitrión) |

## Primera ronda
| País            | J | G | E | P | GF | GC | GD  | Pts |
| --------------- | - | - | - | - | -- | -- | --- | --- |
| Nueva Zelanda   | 3 | 3 | 0 | 0 | 13 | 3  | +10 | 6   |
| Tahití          | 3 | 2 | 0 | 1 | 8  | 6  | +2  | 4   |
| Nuevas Hébridas | 3 | 0 | 1 | 2 | 3  | 7  | –4  | 1   |
| Nueva Caledonia | 3 | 0 | 1 | 2 | 3  | 11 | –8  | 1   |

| 8 de diciembre  | Nueva Zelanda   | 4–2 | Nueva Caledonia |
|                 | Nuevas Hébridas | 1-2 | Tahití          |
| 10 de diciembre | Nueva Zelanda   | 4–1 | Nuevas Hébridas |
|                 | Tahití          | 6–0 | Nueva Caledonia |
| 12 de diciembre | Nueva Caledonia | 1–1 | Nuevas Hébridas |
|                 | Tahití          | 0–5 | Nueva Zelanda   |

## Final
| 14 de diciembre de 1974 | Tahití | 2:0     | Nueva Zelanda | ?, Papeete |  |
|                         |        | Reporte |               |            |  |

## Campeón
| Campeonato Sub-20 de la OFC 1974 |
| -------------------------------- |
| Bandera de Polinesia Francesa    |
| Tahití 1º Título                 |